# Le Pas du loup
Le Pas du loup est un roman de Jacques-André Bertrand paru le 24 août 1995 aux éditions Julliard et ayant obtenu la même année le prix de Flore.

## Éditions
- Éditions Julliard, 1995,  (ISBN 978-2260013730).